# 梁山伯と祝英台
梁山伯と祝英台（りょうざんぱくとしゅくえいだい）は、「梁山伯」と「祝英台」という二人の恋愛を語った民間説話で、中国の四大民間説話の一つとされている。派生作品などがしばし梁祝と略される。

## 概要
中国の東晋の時代、会稽郡上虞の祝家の娘である祝英台が男装して余杭に遊学に出た途中に会稽から来たという梁山伯に出会う。ともに学ぶこと三年、深い友となった二人だが祝英台が女の身であることは知らないままであった。その後祝英台が学業をやめて里に帰ったので梁山伯が会いにいくと祝英台は馬文才といいなずけになっていた。梁山伯は思い悩み鄞県県令の職にあったときに死んでしまう。祝英台が嫁ぎに道をゆくときに鄮県県城の西の梁山伯の墓のところを通りかかると急に嵐が吹く。輿を降りて墓の前に行くと墓が開き、その穴に身を投げると二匹の蝶が出てきてひらひらと飛んでいった。

## 文献

### 南朝梁
原型が『金楼子』（550年代に編纂）に収録されたと、清初の古典研究書で言及されている。

### 唐代
「宣室志」にはこのように見られる：英臺、上虞祝氏女、僞爲男裝游學、與會稽梁山伯者同肄業。山伯、字處仁。祝先歸。二年、山伯訪之、方知其爲女子、悵然如有所失。告其父母求聘、而祝已字馬氏子矣。山伯後爲鄞令、病死、葬鄮城西。祝適馬氏、舟過墓所、風濤不能進。問知山伯墓、祝登號慟、地忽自裂陷、祝氏遂并埋焉。晉丞相謝安奏表其墓曰義婦冢。
ほかにも「鄞県志」、「寧波府志」、「宜興荊渓新志」にこの故事が載っている。

## 作品（中国）

### 京劇
- 柳蔭記

### 越劇
- 梁山伯と祝英台

### 川劇
- 柳蔭記

### 粤劇
- 梁祝恨史
- 梁山伯祝英台
- 梁祝別恨

### 映画
- 梁山伯祝英台 - （1935年。邵酔翁監督、梁山伯：羅品超、祝英台：譚玉蘭）
- 梁山伯、祝英台 - （1948年。馮志剛監督、梁山伯：張活游、祝英台：紅線女）
- 新梁山伯與祝英台 - （1951年。陳皮監督、梁山伯：黄超武、祝英台：任剣輝）
- 梁山伯再會祝英台 - （1952年。陳皮監督、梁山伯：新馬師曾、祝英台：鄧碧雲）
- 梁山伯祝英台 - （1952年。畢虎監督、梁山伯：黄石、祝英台：曾鷺芬）
- 梁山伯與祝英台 - （1953年。桑弧・黄沙監督、梁山伯：范瑞娟、祝英台：袁雪芬）
- 梁山伯祝英台 - （1955年。周詩禄監督、梁山伯：江帆、祝英台：曾鷺芬）
- 梁山伯與祝英台 - （1955年。王天林監督、梁山伯：梁無相、祝英台：鄭碧影）
- 梁祝恨史 - （1958年。李鉄監督、梁山伯：任剣輝、祝英台：芳艶芬）
- 梁山伯與祝英台 - （1963年。楊帆監督、梁山伯：荘雪娟、祝英台：石玲）- 子役時代のジャッキー・チェンが端役で出演している。
- 梁山伯與祝英台 - （邦題：梁山伯と祝英台）- ショウ・ブラザーズの名作。1963年。李翰祥監督、梁山伯：凌波、祝英台：楽蒂）
- 梁山伯與祝英台 - （1964年。厳俊監督、梁山伯：李麗華、祝英台：尤敏）
- 梁祝（邦題：バタフライ・ラヴァーズ）- 1994年。 ツイ・ハーク監督、梁山伯：ニッキー・ウー、祝英台：チャーリー・ヤン）
- 武俠梁祝（邦題：バタフライ・ラヴァーズ）- 2008年。 ジングル・マ監督、梁山伯：ウー・ズン、祝英台：シャーリーン・チョイ）

### アニメ
- 蝴蝶夢-梁山伯与祝英台 - 台湾中央電影公司の製作。2003年12月31日上映。声優：蕭亜軒（梁山伯）、劉若英（祝英台）、呉宗憲（馬文才）

### テレビドラマ
- 少年梁祝 - 台湾中国電視公司の製作で2000年3月2日に放映。（梁山伯：羅志祥（ショウ・ルオ）、祝英台：梁小冰、馬文才：陳嘉輝）
- 梁山伯與祝英台 - 2007年台湾で再度ドラマ化。（梁山伯：何潤東（ピーター・ホー）、祝英台：董潔（ドン・ジエ））

### 音楽
- バイオリン協奏曲「梁祝」

1958年、当時上海音楽学院の学生であった何占豪と陳鋼が越劇「梁山伯と祝英台」の旋律をもとに作曲。（後にピアノ用も編曲）。
- ポーランド人歌手 バーシア2018年発表アルバムButterflies収録。Liang&Zhu。

## 作品（日本）

### 漫画
- 梁山伯と祝英台 - 漫画家皇なつきの作品。1992年。

### 小説
- 奔流 - 田中芳樹の南北朝時代の南朝梁を舞台にした歴史小説。主人公は南朝梁の武将陳慶之。陳慶之は妹の婚約者である梁山伯を探す男装の祝英台と知り合い、陳慶之は祝英台が女性だと気づかないまま義兄弟の契りを結ぶ。陳慶之は梁山伯が昌義之の幕僚として鍾離城にいることを知るがその城は北魏の大軍に包囲されていた。2023年より栗美あい作画で『白花繚乱』のタイトルで漫画化される。

### 舞台
- 蝶・恋（ディエ・リエン） - 宝塚歌劇団が本作と、日本舞踊・歌舞伎とを合わせ、平安時代の日本を舞台にストーリーを再構成。作・演出は植田紳爾。2002年の中国ツアー公演で初演（主演：香寿たつき・檀れい）、2003年に全国ツアーで再演（主演：湖月わたる・檀れい）。